# Кампенгаузен, Бальтазар
Бальтазар Христофорович фон Кампенгаузен (нем. Leyon Pierce Balthasar von Campenhausen; 1746 — 1807) — писатель и государственный деятель.  Сын Христофора фон Кампенгаузена (1716—1782). Много путешествовал, состоял на русской военной службе, был секретарем для иностранной переписки при Потёмкине. В 1784—1797 гг. вице-губернатор Ливонии, с резиденцией в Аренсбурге (ныне Курессааре, Эстония); много сделал для оживления строительства и культурной жизни в регионе. 

## Публикации
Выпустил на немецком языке:
- сборник стихотворений (нем. «Gedichte», Ревель, 1788)
- драму «Осада венедов» (нем. «Die Belagerung von Wenden», 1801)
- «Замечания о России...» (нем. «Bemerkungen über Russland etc.», Лейпциг, 1807)
- «Последняя польская кампания» (1807) и др.